# The Measure of a Man
The Measure of a Man é um filme mudo norte-americano de 1915, do gênero drama, dirigido por Joe De Grasse e estrelado por Lon Chaney. Várias fontes têm confundido este filme com uma versão Universal de 1916 com o mesmo nome que estrelou J. Warren Kerrigan.

## Elenco
- Pauline Bush - Helen MacDermott
- William C. Dowlan - Bob Brandt
- Lon Chaney - Lt. Jim Stuart
- Joe De Grasse - papel indeterminado